# Acinetidae
Famille
Synonymes
- Cryptophryidae

Les Acinetidae sont une famille de Ciliés de la classe des Kinetofragminophora et de l’ordre des Suctorida.

## Étymologie
Le nom de la famille vient du genre type Acinetides, composé du « a » privatif, et de « –cineti », par allusion aux cinéties (rangées de cils ayant une fonction motrice), littéralement « dépourvu de cinétie ».

## Description
Selon Rousseau  et Schouteden, les espèces de la famille des Acinetidae : 

« ont un corps de forme variable avec une loge et un pédoncule ou l'un d'eux seulement ou bien un bourgeon cytoplasmique adhésif. Elles sont dotées de tentacules nombreux, fasciculés ou dispersés, répandus sur tout le corps ou localisés dans une région de sa surface. Leur noyau est variable et elles ont une ou plusieurs vésicules contractiles.
(Leur) reproduction (se fait) par embryons endogènes péritriches (parfois holotriches ou hypotriches ou sans cils ou en forme de Sphaerophrya) ou par gemmes externes ciliées ou par ces deux modes à la fois; quelquefois par scissiparité ; ou encore au moyen de diverticules générateurs. »

## Distribution
Les espèces de la famille des Acinetidae sont largement réparties tout autour du globe en milieu salé comme dans les eaux douces.

## Liste des genres
Selon GBIF (2 mai 2023) :
- Acineta Ehrenberg, 1834
  - Espèce type : Acineta tuberosa Ehrenberg, 1834
- Acinetides Swarczewsky, 1928  genre type
  - Espèce type : Acinetides varians Swarczewsky, 1928
- Brachionus : invalide car ce nom est déjà celui d'un Rotifère
- Conchacineta Jankowski, 1978
- Cryptacineta Jankowsky, 1978
- Flectacineta Jankowski, 1978
- Paracineta Collin, 1911
- Phyllacineta Jankowsky, 1978
- Pseudocorynophrya Small & Lynn, 1985
- Solenophrya Claparède & Lachmann, 1860
- Trematosoma Batisse, 1972

Selon le World Register of Marine Species (25 mai 2023) :
- Acineta Ehrenberg, 1834
- Acinetides Swarczewsky, 1928
- Conchacineta Jankowski, 1978
- Cryptacineta Jankowsky, 1978
- Flectacineta Jankowski, 1978
- Phyllacineta Jankowsky, 1978

## Systématique
Le nom valide de ce taxon est Acinetidae Stein, 1859.